# Oxymacaria
Oxymacaria is een geslacht van vlinders van de familie spanners (Geometridae), uit de onderfamilie Ennominae.

## Soorten
- O. australiaria Guenée, 1858
- O. ceylonica Hampson, 1902
- O. cremnodes Lower, 1893
- O. chionomera Lower, 1893
- O. ekeikei Bethune-Baker, 1915
- O. genialis Turner, 1947
- O. glareosa Turner, 1917
- O. goniota Lower, 1893
- O. heterogyna Lower, 1893
- O. hypomochla Turner, 1917
- O. insularis Warren, 1896
- O. margaritis Meyrick, 1892
- O. mesombrata Lower, 1893
- O. ochreata Warren, 1902
- O. odontias Lower, 1893
- O. palliata Hampson, 1891
- O. pectinata Hampson, 1902
- O. persimilis Warren, 1905
- O. pycnochroa Lower, 1902
- O. retinodes Lower, 1902
- O. tessellata Warren, 1899